# Зубарев, Борис Матвеевич
Борис Матвеевич Зубарев (19 ноября 1921, Иркутск — 31 января 2020, Москва) — геолог, государственный деятель, Первый заместитель министра геологии СССР (1976—1987), участник Великой Отечественной войны.

## Биография
Родился 19 ноября 1921 года в предместье Глазково (г. Иркутск) в семье красного командира. Родители Матвей Анисимович и Татьяна Михайловна.

### Великая Отечественная война
В апреле 1941 года окончил ускоренные курсы Иркутского военного авиационного училища. С июня 1941 по май 1945 года участвовал в боевых действиях в составе военно-воздушных сил Западного, Южного, 1-го и 2-го Украинских фронтов. В 1943 году переучился на лётчика и до конца войны продолжил воевать лётчиком-истребителем 179-го истребительного авиаполка.

### Геология
После войны окончил геологический факультет Казахского горно-металлургического института. Ещё в период обучения в институте, будучи на практике, открыл Савинское месторождение магнезитов — одно из крупнейших в мире. В 1952 году, после окончания института назначается младшим научным сотрудником в Всесоюзный институт минерального сырья (ВИМС), а в 1953 году по личной просьбе был переведен в Иркутское геологическое управление и стал начальником партии в Восточно-Саянской геологоразведочной экспедиции. В 1952 году направляется вначале в Казахстан, на месторождение полиметаллических руд Каска-Айгы, а затем в Москву в Фонд геологического управления.
1957 году был назначен главным геологом Бурят-Монгольской геологической экспедиции, а 1 января 1958 года — главным геологом Бурятского геологического управления. С 1960 по 1962 год продолжил работать главным инженером, а потом заместителем начальника этого управления.
В сентябре 1962 года был командирован в качестве руководителя группы советских специалистов по поискам полезных ископаемых и эксплуатации алмазодобывающих предприятий в Гвинейскую Республику.
После работы в Гвинее был назначен начальником главка, через три месяца — заместителем Министра геологии РСФСР, через восемь месяцев — 1-м заместителем министра геологии РСФСР, затем в 1976 году — 1-м заместителем министра геологии СССР. Работая первым заместителем министра геологии СССР, курировал алмазные и золотодобывающие предприятия СССР, был командующим флотом министерства состоящим из 54 кораблей.
В должности первого заместителя министра геологии СССР проработал до 1987 года. С 1998 года по 2012 был генеральным директором ОАО «Первая горнорудная компания». С 2013 — помощник гендиректора Первой горнорудной компании.
Умер в Москве 31 января 2020 года.

## Награды
- За открытие нового месторождения свинцово-цинковых руд на Новой Земле награждён орденом «За заслуги перед Отечеством IV степени».
- Указом Президента РФ от 23 марта 2015 года № 151 награждён орденом Дружбы.

Награждён также:
- двумя орденами Отечественной войны II степени
- двумя орденами Трудового Красного Знамени
- орденом Красной Звезды
- орденом «Знак Почёта»
- многими медалями.

Трижды лауреат Государственной премии СССР (1974, 1980, 1991).